# 5592 Oshima
5592 Oshima este un asteroid din centura principală, descoperit pe 14 noiembrie 1990, de Kenzō Suzuki și Takeshi Urata.